# Urk (Flevoland)
Pour les articles homonymes, voir Urk.
Urk est un village ainsi que la plus petite et plus ancienne commune de la province du Flevoland aux Pays-Bas.

## Description
Urk a été mentionnée pour la première fois au Xe siècle. C'était alors une île du lac de l'Almere. Au XIIIe siècle, à la suite d'incursions de la mer du Nord, l'Almere devint le Zuiderzee (jusqu'à la fermeture de la Digue du Nord en 1932) puis l'IJsselmeer. À partir de 1939, année de l'achèvement de la digue reliant Urk à Lemmer, Urk n'a plus été une île, et depuis l'assèchement complet du Noordoostpolder en 1942, Urk est devenue une ville côtière sertie au nord et à l'est dans les terres de ce grand polder. Toutefois, les habitants d'Urk la considèrent toujours comme une île ; on n'habite pas à Urk, mais sur Urk.
Urk est restée une communauté très soudée et très fermée, et profondément ancrée dans la religion protestante. Urk est située dans la zone d'influence de la Bijbelgordel, la « ceinture de la Bible » néerlandaise. Le dialecte local, l'Urkers, est resté particulièrement vivant. Urk possède la plus grande flotte de pêche des Pays-Bas. La principale activité d'Urk a toujours été la pêche.

## Géographie
Un arc de dépôts argileux formant des « hauteurs » encadrant l'IJsselmeer actuelle s'est formé durant les glaciations du Pléistocène. Texel, Wieringen, Urk, de Voorst et Gaasterland en sont les maillons. Au sud de cet arc, l'eau de la fonte des glaciers forma un lac : l'Almere. La Vecht se jetait dans l'Almere au nord d'Urk tandis que l'IJssel s'y jetait au sud d'Urk.
Au Moyen Âge, le climat s'adoucit et le niveau des eaux s'éleva. Au XIIIe siècle (et tout spécialement après la tempête de 1282) le Zuiderzee se forma et les eaux entourant Urk subirent les marées. Comme aucune défense contre la mer n'existait alors, une grande partie de l'île disparut petit à petit dans les flots. La côte sud-ouest d'Urk était appelée het Hoge Klif  (« la haute falaise »). Vers 1700 la municipalité d'Amsterdam fit construire des ouvrages pour protéger Urk de la mer.
L'île avait à l’époque une superficie d'environ 12 km2.

## Histoire
La seigneurie d'Urk et Emmeloord
La première occurrence du nom Urk se trouve sur un certificat de donation écrit en latin que fit, en 966, l'Empereur romain germanique Otton Ier au couvent Saint-Pantaléon de Cologne : cuiisdam insulae medietatem in Almere, que Urch vocatur (« une certaine île au milieu de l'Almere, qui est appelée Urch »).
La famille van Kuinre posséda la seigneurie d'Urk et Emmeloord (le village le plus septentrional de Schokland) jusqu'en 1475. De 1475 à 1614, la famille Zoudenbalch d'Utrecht lui succéda. Puis, de 1614 à 1660, ce furent les Jonkheers (ou écuyers) van de Werve (une importante famille noble  d'Anvers devenue comtale).
De 1660 à 1792 Urk et Emmeloord appartiennent à la municipalité d'Amsterdam - notamment, de 1660 à 1672 / 1678, à Andries de Graeff, régent d’Amsterdam. Depuis 1792, Urk a appartenu à la province de Hollande-Septentrionale jusqu'en 1950. Elle a été ensuite transférée à la province d'Overijssel, puis, à compter de 1986, à celle du Flevoland. Urk est donc la seule commune néerlandaise à avoir appartenu successivement à trois provinces différentes.
Depuis 1942 avec l'assèchement du Noordoostpolder, Urk n'est plus une île, les habitants qui avaient dû partir du fait de la surpopulation purent alors y revenir.
Le Noordoostpolder fut également appelé Urker Land lors de sa création. Le nom du journal édité à Urk, Het Urkerland, provient de là.
Le blason d'Urk lui a été attribué par décret royal du 26 novembre 1819 alors que son drapeau ne date que de 1965. Les deux représentent un aiglefin.

## Économie
| \| Localisation du Zuiderzee dans le Monde \| Polder pilote Andijk · (1927) Amsteldiepdijk (1924) Afsluitdijk · (1932) Houtribdijk (1975) Knardijk (1956) Flevoland de l'Est · (1957) Flevoland du Sud · (1967) Noordoostpolder · (1942) Wieringermeer · (1930) IJsselmeer Markermeer Mer des Wadden Marken Urk Schokland Wieringen Amsterdam Hollande du Nord Ultrecht Frise Gueldre Overijssel Récupération Existant Eau douce Eau salée |
| Localisation du Zuiderzee dans le Monde |

La pêche a toujours été le pilier de la vie économique d'Urk. Après la création de l'Ijsselmeer, les Urkers ont dû aller pêcher dans la mer du Nord. La hausse du prix du poisson a considérablement enrichi Urk. La mer a, dans le passé, pris de nombreuses vies. Un monument aux pêcheurs disparus, surnommé Urker vrouw (la femme d'Urk), est constitué d'une statue d'une femme fixant la mer, attendant vainement les retours de son mari et de ses enfants.

## Politique
Depuis 2018, le conseil municipal comporte 19 membres et est dirigé par une coalition CU-HVU-SGP, le bourgmestre (Pieter van Maaren) étant CDA. L'on peut remarquer que 12 des 19 sièges sont tenus par des partis chrétiens.
- CU (Union chrétienne) : 5 sièges
- CDA (Appel chrétien-démocrate) : 4 sièges
- HVU (Hart voor Urk - 'Cœur pour Urk') : 4 sièges
- SGP (Parti politique réformé) : 3 sièges
- GB (Gemeentebelangen - liste de défense des intérêts municipaux) : 2 sièges
- PVV (Parti pour la liberté) : 1 siège

## Population
Évolution de la population 

615 (1815)
789 (1830)
1 025 (1840)
1 214 (1849)
1 391 (1859)
1 631 (1869)
2 136 (1879)
2 596 (1889)
2 764 (1899)
2 674 (1909)
2 975 (1920)
3 216 (1930)
4 409 (1947)
5 847 (1960)
8 465 (1971)
10 477 (1980)
13 346 (1990)
16 057 (2000)
18 678 (2010)
19 989 (1er janvier 2016)
20 220 (1er janvier 2017)
20 524 (1er janvier 2018)
20 776 (1er janvier 2019)
21 031 (1er janvier 2020)
21 227 (1er janvier 2021)

## Dialecte
L'un des dialectes les plus anciens et les plus distincts du néerlandais est celui parlé à Urk. Presque tous les habitants le parlent et l'utilisent quotidiennement. Le dialecte d'Urk a gardé de nombreuses caractéristiques anciennes qui ont disparu il y a bien longtemps du néerlandais. Le dialecte comporte également des traits antérieurs au néerlandais et qui n'ont jamais fait partie du néerlandais. Par exemple : taote signifie père en dialecte. Cela se rapproche du mot indo-européen commun et est apparenté à des langues parlées dans les Balkans. L'insularité d'Urk a permis la persistance et la préservation d'une pureté du dialecte. La radio était encore inconnue et la population démunie n'achetait ni livres ni journaux. Les enfants passaient deux ans à l'école primaire puis allaient aider leurs parents.
Les linguistes ont récemment créé une famille des dialectes d'Urk dont l'urks est le seul membre.
L'urks a plus de voyelles que le néerlandais et chaque voyelle possède une forme longue et une forme courte. La prononciation des voyelles diffère de celle du néerlandais et se rapproche de celle de l'anglais.
Les conditions de vie étant autrefois très dures, les jeunes filles autour de 11 ou 12 ans quittaient l'île pour aller travailler comme domestiques. Bien souvent, elles servaient dans des familles juives d'Amsterdam ou de la région. Après quelques années, elles pouvaient retourner à Urk pour y fonder leur propre famille. Une conséquence de cette pratique a été que l'urks a emprunté des mots au dialecte amstellodamois et au yiddish. Par exemple : le mot yiddish Shnur (belle-sœur) a donné Snoar en urks. Le mot hébreu Kallah (כלה) (fiancée) a donné Kalletjen (petite amie) sur l'île.
Quand Napoléon Ier occupa le Royaume de Hollande, de nombreux mots français furent incorporés dans le néerlandais et dans l'urks. Dans les deux cas, les mots français ont bien souvent changé de forme lors de l'emprunt. Jusqu'à récemment, le dialecte d'Urk n'avait jamais été écrit. Aujourd'hui, des gens ont commencé à écrire de la prose et de la poésie en urks. Des passages de la Bible comme le livre des Psaumes ont d'ores et déjà été traduits.
Urk n'est plus une île et est donc exposée via les médias au néerlandais et même à l'anglais. Cependant, le dialecte est toujours bien vivant.

## La légende de l'Ommelebommelestien
Une fameuse légende locale est l'histoire que racontent les parents aux enfants qui les questionnent sur l'origine des bébés. Un grand rocher situé à une trentaine de mètres du rivage, l'Ommelebommelestien y tient un rôle important.
Pour les habitants d'Urk, il y a deux sortes de gens : les vreemden (étrangers) et les Urkers. Les étrangers naissent généralement dans un chou à moins qu'une cigogne ne les apporte à leurs nouveaux parents. Mais les Urkers viennent de l'Ommelebommelestien (Pierre Ommel-Bommel) qui était autrefois appelée Ommelmoerstien (moer signifiant mère en urks).
Dans l'histoire, une cigogne vole depuis l'Égypte pour déposer le bébé sur la pierre. Quand le bébé est sur le point d'arriver, le futur père doit aller à Schokland prendre la clef donnant accès à la pierre. De ce fait, lorsqu'on demande à un habitant d'Urk s'il est déjà allé à Schokland, on lui demande en réalité s'il a des enfants.
Autrefois, lorsqu'Urk et Schokland étaient encore des îles du Zuiderzee, le futur père devait aller chercher la sage-femme avec son bateau puis aller chercher la clef à Schokland et enfin passer à l'Ommelebommelestien prendre le bébé. Il pourrait aujourd'hui faire le trajet en voiture mais il doit néanmoins continuer de le faire en barque. La porte dans la pierre étant parfois sous le niveau de la mer, elle n'est pas facile à trouver.
Quand la porte était enfin trouvée, il fallait laisser un petit quelque chose. Traditionnellement, on laissait un florin pour une fille et deux pour un garçon. Aujourd'hui, le prix est de deux euros, pour tous[réf. souhaitée], afin d'éviter toute discrimination.
Durant ce temps, la future mère devait prétendre rester au lit avec un clou planté dans son pied droit, pouvant ainsi célébrer sa maternité.

## Le camp d'internement d'Urk
L'Ile d'Urk abrita durant la Première Guerre mondiale un camp où les Pays-Bas, pays neutre, internèrent des officiers des États belligérants (allemands compris) qui avaient franchi la frontière néerlandaise pour ne pas se faire capturer par les forces allemandes, principalement après la chute d'Anvers. Français, Anglais et Belges y étaient rassemblés après avoir été désarmés. Toutefois les officiers qui avaient prêté serment de ne pas s'enfuir du pays étaient logés dans des hôtels et des pensions avec une liberté de circulation de dix kilomètres à l'entour. Seuls les officiers, tant allemands qu'alliés, qui, pour ne pas perdre leur honneur, n'avaient pas voulu prêter ce serment, furent internés dans divers camps.
Le lieutenant-colonel Vreedenberg, de la marine néerlandaise était commandant du dépôt et commandant de la place d'Urk dite « en état de guerre ». Dans la rade, pour éviter les évasions, il fit mouiller un torpilleur sous pression et plaça des sentinelles dans le clocher de l'église.
Parmi tous ces prisonniers figurent des évadés célèbres : les lieutenants-aviateurs français André d'Humières et Armand Coutisson (futur colonel) ont rejoint leur unité, le capitaine-aviateur anglais Hunt y avait favorisé l'évasion du lieutenant Veitch, aviateur de même nationalité. Deux tunnels, dont l'un partait de la chambre des Français, avaient été réalisés par Chauvin, officier français interprète attaché auprès de la Royal Naval Division britannique, d'Humières et Coutisson et l'autre par des Belges dont le commandant d'artillerie de siège Arthur Romain, un des derniers défenseurs du fort no 4 (Oude God à Mortsel) d'Anvers et professeur à l'École militaire de Bruxelles qui, blessé s'était réfugié aux Pays-Bas. Tous ces officiers belges avaient l'envie de s'évader et de reprendre le combat.
Le retour des internés en Belgique ne fut vraiment pas glorieux. Alors qu'ils s'étaient proposés à retenir les Allemands devant Anvers le plus longtemps possible, ils ne purent rejoindre Ostende et l'Yzer avec le restant de l'Armée belge. Ils se heurtèrent à la réaction impitoyable de la commission dirigée par le général Aloïs Biebuyck qui, épousant l'opinion des « vrais prisonniers de guerre » en Allemagne, les considérait presque comme des tire-au-flanc, parce qu'ils avaient préféré la captivité néerlandaise à l'allemande. Beaucoup de démissions de ces soldats furent remises au roi à la suite de procès. Les veuves des militaires morts de leurs blessures ne reçurent aucune pension. Bien des familles souffrirent longtemps de cet acharnement de l'autorité militaire.

## Urk dans les arts
Urk a donné son nom à l'album live des Nits (1989) et à un film documentaire d'Andrew Berends (2003).
Le cinéaste Christopher Nolan y a tourné une partie du film Dunkirk (2017) en juin et juillet 2016.

## Personnalités
- Albert Cornelis Baantjer (1923-2010), écrivain et policier

## Galerie

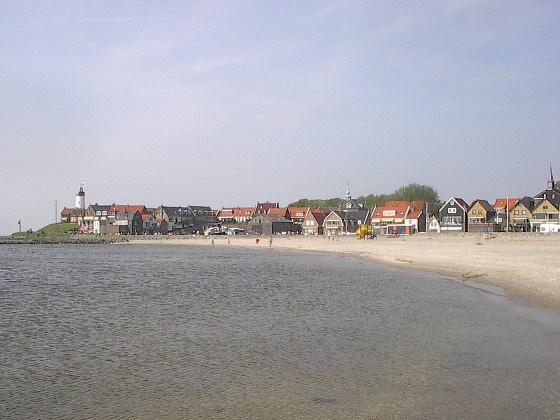
Vue générale d'Urk.
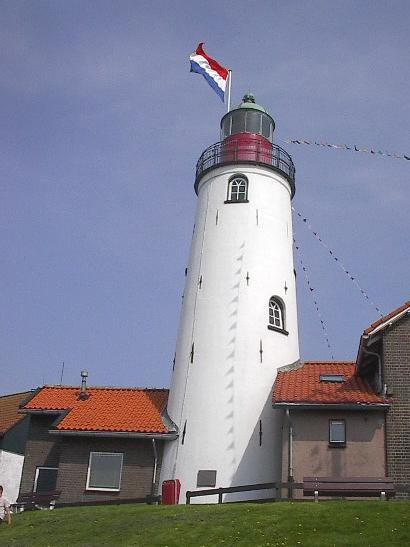
Le phare d'Urk.
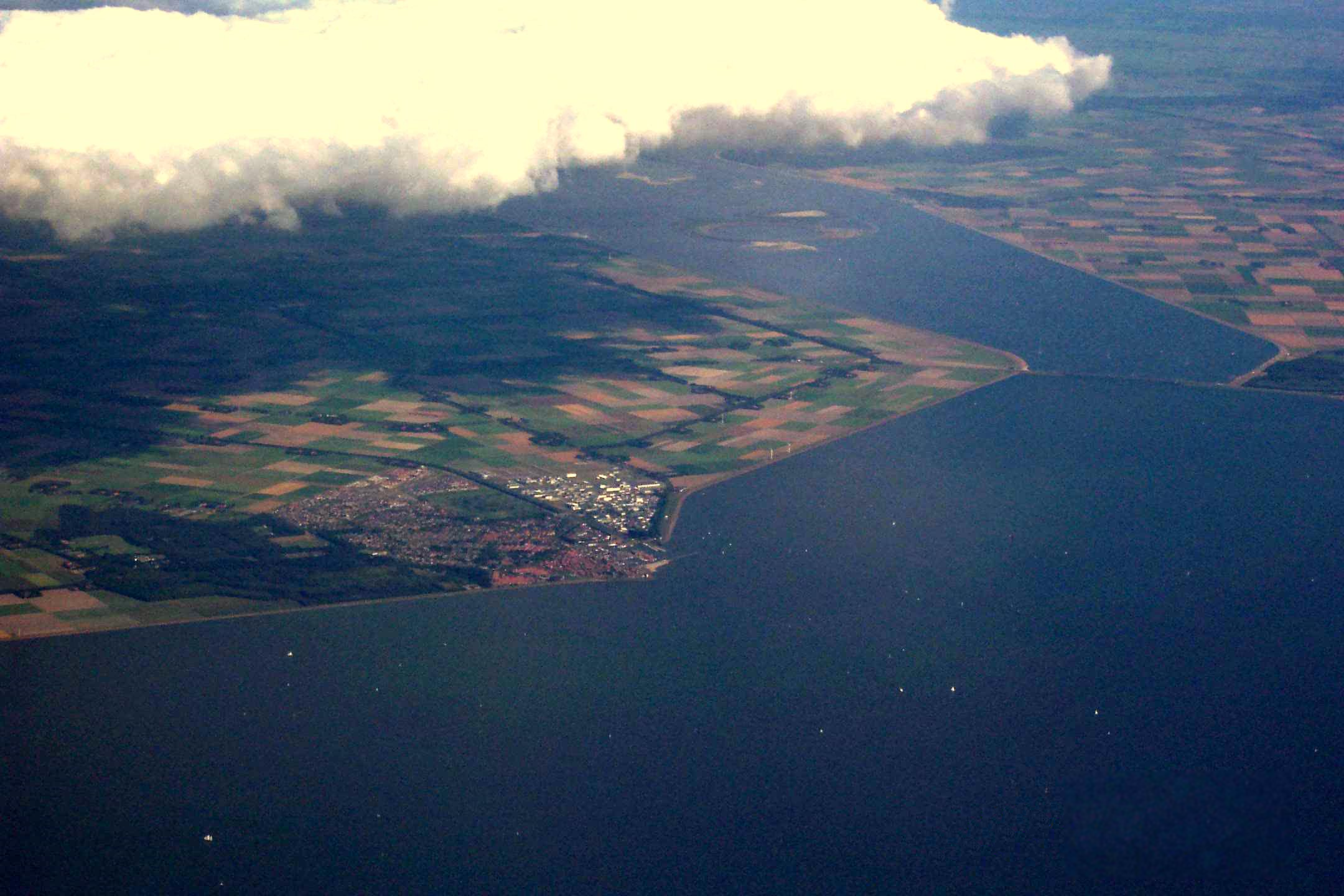
Vue aérienne d'Urk.
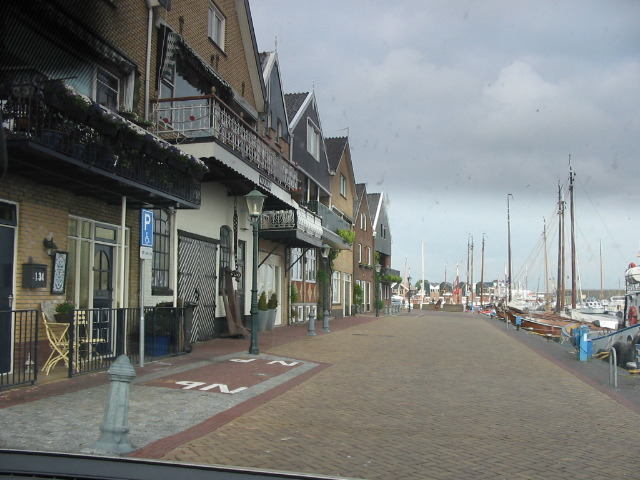
Le quai d'Urk.